# Rothilena
Genre
Rothilena est un genre d'araignées aranéomorphes de la famille des Agelenidae.

## Distribution
Les espèces de ce genre sont endémiques de Basse-Californie du Sud au Mexique,.

## Liste des espèces
Selon World Spider Catalog (version 17.0, 04/06/2016) :
- Rothilena cochimi Maya-Morales & Jiménez, 2013
- Rothilena golondrina Maya-Morales & Jiménez, 2013
- Rothilena griswoldi Maya-Morales & Jiménez, 2013
- Rothilena naranjensis Maya-Morales & Jiménez, 2013
- Rothilena pilar Maya-Morales & Jiménez, 2013
- Rothilena sudcaliforniensis Maya-Morales & Jiménez, 2013

## Étymologie
Ce genre est nommé en l'honneur de Vincent Daniel Roth.

## Publication originale
- Maya-Morales & Jiménez, 2013 : Rothilena (Araneae: Agelenidae), a new genus of funnel-web spiders endemic to the Baja California peninsula, Mexico. Zootaxa, no 3718, p. 441-466.